# Ophrynia galeata
Ophrynia galeata là một loài nhện trong họ Linyphiidae. Chúng được miêu tả năm 1986 bởi Rudy Jocqué & Scharff.

## Phân loài
- 'Ophrynia galeata lukwangulensis Rudy Jocqué & Scharff, 1986